# ファミリーランド (フジテレビ)
『ファミリーランド』は、1990年10月から1995年9月までフジテレビ系列局が編成していたフジテレビ製作の単発特別番組枠である。

## 概要
長らく金曜ゴールデンタイムに編成されていた『金曜おもしろバラエティ』の後継枠としてスタート。『金曜ファミリーランド』という枠名を冠していた当時は基本的に毎週金曜 19:30 - 20:54 （日本標準時）に編成されていたが、1990年11月に『ものまね珍坊』が木曜1:10枠から金曜19:00枠へ移動してくるまでの間、本枠が一時19:00 - 19:30の時間帯もカバーしていたことがある。またその後も、単発ドラマや単発映画を放送する日には19:00からの2時間枠となる場合があった。
1994年10月、本枠は木曜20時台に編成されていたドラマ枠との交換によって木曜19時台へ移動し2時間枠に拡大され、同時に『木曜ファミリーランド』と改題した。これにより、金曜ゴールデンタイムの単発特別番組枠は一旦途切れることになった。その後、1995年4月に『あっぱれさんま大先生』が日曜13:00枠から木曜19:00枠に移動するのに伴い、本枠は19:30 - 20:54に縮小された。

## 編成時間
いずれも日本標準時。
- 金曜 19:30 - 20:54 （1990年10月 - 1994年9月） - 前述の通り、19:00からの編成となる回もあり。
- 木曜 19:00 - 20:54 （1994年10月 - 1995年3月）
- 木曜 19:30 - 20:54 （1995年4月 - 1995年9月）

## 放送番組一覧
- 東京ドーム オールスター夢の球宴[1] - かつて『火曜ワイドスペシャル』で放送されていた番組。
- 名探偵はあなただ！[1]
- 志村けんのバカ殿様[1]
- プロ野球珍プレー・好プレー大賞[1]
- さよなら千代の富士[1] - 千代の富士の現役引退特集。
- アラま！吉本新喜劇じゃあーりませんか[1]
- スーパーイントロ大作戦[1] - 『クイズ・ドレミファドン!』の特番バージョン。
- ムツゴロウとゆかいな仲間たち[1]
- 世界のハプニング映像大賞[1]
- 勘九郎親子のこんなに大きくなりました[1] - 五代目中村勘九郎（後の十八代目中村勘三郎）と二代目中村勘太郎（後の六代目中村勘九郎）親子の記録映像。後に『金曜プレミアム』で放送される『中村屋シリーズ』の原点。
- 全日本小心者大賞[1]
- 決定！熱狂Jリーグ超プレー大賞[1] - 『プロ野球珍プレー・好プレー大賞』のJリーグ版。Jリーグ開幕の1993年に放送。
- 志村けんのだいじょうぶだぁスペシャル[1] - レギュラー放送の終了後に放送。
- スターどっきり㊙報告[1] - 第2期からのBGM （作曲：広瀬健次郎）が使われたのは、この『木曜ファミリーランド』枠での放送が最後である。
- 明石家さんまのスポーツするぞ!大放送[1]
- いたずらウォッチング!![1]
- 新春!大相撲部屋別対抗歌合戦
- FNS1億2,000万人のちびっこクイズ王決定戦!
- 1億2,500万人のクイズ王決定戦!最後のクイズ王伝説 - 『FNS1億2,000万人のクイズ王決定戦!』シリーズ最終回。
- 初公開・芸能界㊙スターの素顔ウラ顔 - 『おもしろバラエティ』から引き続き放送。
- 加トちゃんケンちゃん光子ちゃん - 同上。
- 大公開!最初で最後!ものまね四天王ドラマスペシャル!! - 1992年2月21日、直前の19:00に放送された『ものまね珍坊』（一部地域は除く）を休止して2時間枠で放送。前年の1991年8月21日にポニーキャニオンから発売されたオリジナルビデオ『ものまね四天王 オリジナルムービー ひょうたん』をテレビ放送。司会は当時『ものまね王座決定戦』司会の研ナオコ。また主演のものまね四天王（清水アキラ、コロッケ、栗田貫一、ビジーフォー）も出演。なお研と四天王は『ものまね王座』の紅白衣装で出演した。
- ワイドショー30年史スペシャル - 1993年4月2日放送。今までワイドショー『小川宏ショー』・『3時のあなた』・『タイム3』などで放送された芸能情報や、世相・番組内コーナーを振り返る。司会は『タイム3』の須田哲夫・笠井信輔と、八木亜希子（以上 当時フジテレビアナウンサー）、ゲストは『小川宏ショー』から小川宏と露木茂（当時フジテレビアナウンサー）、『3時のあなた』から森光子・富司純子・うつみ宮土理、そして東山紀之・松居直美・柳沢慎吾・東海林のり子。
- 激笑!仮装ジャンプ 水上選手権
- 今夜決定!真剣勝負 オールスター水泳大会 芸能界最強決戦! - 1995年8月3日。『火曜ワイドスペシャル』枠で放送された『ドキッ!丸ごと水着 女だらけの水泳大会』シリーズの1つだが、この回のみ当枠で放送（木曜放送は1972年放送の『紅白対抗スター水泳大会』以来23年振り）。『ドキッ』時代の1993年以来続いている複数チーム対抗で、「にしきのあきらチーム」・「ダチョウ倶楽部チーム」・「定岡正二チーム」・「高木豊[2]チーム」・「桑野信義チーム」・「たけし軍団チーム」に分かれての対抗戦となった。なお1970年以来続いた夏の水泳大会はこれが最後、以後は1998年まで冬大会に限定される。司会：田代まさし・森口博子、実況：三宅正治（フジテレビアナウンサー）、レポーター：木佐彩子（当時：フジテレビアナウンサー）、ナレーター：伊津野亮。

ほか

## クロスネット局での編成状況について
- テレビ大分は、曜日移動の際、同時ネットの形態は維持された[要説明]。
- テレビ宮崎は、『木曜ファミリーランド』への改題後から本枠の同時ネットを行っていた。
- 鹿児島テレビは1994年4月1日からネット開始。1994年3月までは日本テレビの番組(『omoshiroスタジアム』 ~ 『発明将軍ダウンタウン』)を同時ネットしていた。